# Jobsamtale
En jobsamtale er den seance hvor potentielle jobkandidater undersøges med henblik på hvorvidt de passer ind i en given stilling. Forud for jobsamtalen kommer ofte en ansøgning og en kandidats CV. Det betyder at dem som afholder jobsamtalen screener ansøgerne i forhold til dette. På baggrund heraf indkaldes der typisk 4-8 personer til jobsamtale. I særlige brancher kan antallet dog være mindre, idet det afhænger af antallet af potentielle ansøgere. Jobinterviewere stiller ofte en kombination af personlige og faglige spørgsmål til kandidaten. Ligeledes bruger jobinterviewere ofte forskellige forhørsteknikker, ligesom de bruger personlighedstests, og intelligenstests. Et nyere dansk ph.d.-projekt, af Lars Lundmann, har rejst alvorlige spørgsmål ved den traditionelle form for jobsamtale, idet den oftest finder sted i en komplet anden situation end der hvor det potentielle job skal udføres. På samme måde har jobinterviewere ofte en række bias.